# Spätdyskinesie
Spätdyskinesien (dt. „verspätete motorische Störung“, synonym tardive Dyskinesie bzw. Dyskinesia tarda, aus dem französischen dyskinésie tardive) sind Bewegungsstörungen, häufig im Gesichtsbereich (Zuckungen, Schmatz- und Kaubewegungen), beispielsweise Akathisie, Grimassieren oder unwillkürliche Bewegungsabläufe der Extremitäten (Hyperkinesen), die als möglicher Schaden nach längerem Gebrauch von Neuroleptika auftreten können. Sie werden zu den extrapyramidalen Hyperkinesien gerechnet. Die Spätdyskinesien sind nach langfristigen Therapien mit Psychopharmaka häufig irreversibel und sprechen auch auf Antagonisten wie Betablocker nicht an, da diese nur Nebenwirkungen von Neuroleptika mildern, aber keinen Effekt bei Dyskinesien haben. Die tardive Dyskinesie wurde zuerst 1968 von George Crane beschrieben.

## Etymologie
Dyskinesie leitet sich von der altgriechischen Vorsilbe δυς- (die etwas Unglückliches bzw. Widriges bezeichnet, entsprechend im Deutschen dem Präfix „miss-“ bzw. „un-“) sowie dem Wort κίνησις kínēsis „Bewegung“ ab. Wörtlich bedeutet Dyskinesie also Bewegungsstörung.

## Definition
Unter dem Oberbegriff tardive Dyskinesie kann zwischen verschiedenen Erscheinungsbildern unterschieden werden:

### Tardive (orobuccolinguale) Dyskinesie
Ein mit „Tics“, also grimassierenden und rhythmischen Bewegungen im fazialen Bereich (Gesicht, Zunge, Mund), auch anglisiert als „fly catcher's tongue“ (dt. „fliegenfangende Zunge“) einhergehender Symptomenkreis. Gelegentlich Kombinationen von Symptomen aus anderen Dyskinesien beobachtet worden; beispielsweise rhythmische Bewegungen wie die Beckendyskinesie oder kontinuierliche Handbewegungen („Klavierspielen in der Luft“). Das Krankheitsbild wird oft auch als „klassische tardive Dyskinesie“ bezeichnet.

### Tardive Dystonie
Diese äußert sich mit denselben Symptomen wie die Spätdyskinesie.

## Auslösende Umstände
Diese sozial stigmatisierenden und in manchen Fällen irreversiblen Störungen treten bevorzugt – jedoch nicht ausschließlich – bei den älteren, „klassischen“ Neuroleptika vom Butyrophenon- oder Phenothiazin-Typ auf. Hochpotente Substanzen, hohe Dosis und lange Medikamentierung bergen ein besonders hohes Risiko für die Patienten, zu einem späteren Zeitpunkt solche Dyskinesien zu entwickeln. Die Manifestation kann zum Teil nach sehr langem Zeitabstand zur Einnahme erfolgen (Jahre, in Extremfällen Jahrzehnte später).
Die Häufigkeit der therapeutisch schwer beeinflussbaren Spätdyskinesien wird bei herkömmlichen hochpotenten Neuroleptika mit 15 % beziffert, der Hersteller von Zyprexa gibt für Spätdyskinesien nur 1 % an. Die exakte Datenlage wird von unabhängigen Quellen aber als unklar beurteilt. Bei Clozapin sind Spätdyskinesien extrem selten. Clozapin birgt dafür aber die Gefahr von Agranulozytose.
Zu den neueren, so genannten atypischen Neuroleptika gibt es noch keine gesicherten Langzeitstudien, jedoch scheint es wahrscheinlich, dass auch diese in hohen, antipsychotisch wirksamen Dosen und längerfristiger Gabe ein Risiko bergen. Auch unter so genannten atypischen Neuroleptika treten – wenn auch seltener – akute Bewegungsstörungen auf. Olanzapin verursacht bei 19 % der Patienten akute extrapyramidale Bewegungsstörungen, im Vergleich zu 45 % unter Haloperidol.
Bei klassischen Psychosen haben die atypischen Neuroleptika zweifellos Behandlungsvorteile, vor dem Einsatz bei geriatrischen Patienten wegen Unruhe muss aber aus obigen Gründen gewarnt werden. Zusätzliche Risikofaktoren für die Entwicklung einer tardiven Dyskinesie sind: Rauchen, weibliches Geschlecht, Hirnschädigung, höheres Alter. Das bedeutet, dass bei Vorliegen von einem oder mehreren Risikofaktoren eher ein atypisches Neuroleptikum, bei hohem Risiko sogar Clozapin, eingesetzt werden soll.

## Schädigungsmechanismus
Diese Nebenwirkungen können auftreten, weil die Botenstoffe, die durch die Neuroleptika zwecks Linderung der psychotischen Symptomatik beeinflusst werden, auch in anderen Bereichen des Nervensystems vorkommen. Die Beeinträchtigung der dopaminergen Erregungsübertragung infolge von Rezeptorblockaden im Bereich der Basalganglien durch Neuroleptika gilt als Ursache solcher Störungen.

## Symptome
Häufig ähneln die Charakteristika der Spätdyskinesien normalen Bewegungsmustern wie Kauen, Verziehen der Mundwinkel, zugreifende Bewegungen oder „Klavierspielen“, die jedoch unwillkürlich durchgeführt werden. In vielen Fällen sind sich die Patienten dieser Bewegungen nicht bewusst.
In der Regel ist bei der Spätdyskinesie die Gesichtsmuskulatur, insbesondere die orale und periorale Muskulatur, betroffen. Die Dyskinesie der Zunge ist durch langsame und repetitive Bewegungen in der Mundhöhle charakterisiert, wodurch die Wangen ausgebeult werden („Bonbonzeichen“). Grimassieren, Anheben der Augenbrauen oder Stirnrunzeln können ebenfalls Zeichen einer Spätdyskinesie sein.
Viele Patienten beugen und strecken einzelne Finger ähnlich wie beim Gitarre- oder Klavierspielen. Dyskinesien der Beine können den Eindruck langsamen Tretens auf der Stelle erwecken. Dyskinesien des Zwerchfells führen zu abgehackter Sprache oder unkontrollierbarem Stöhnen.
Zum Vergleich: Patienten, die an der Parkinson-Krankheit leiden, haben Schwierigkeiten, sich zu bewegen, Patienten, die an einer Spätdyskinesie leiden, haben Schwierigkeiten, sich nicht zu bewegen.

## Risikominimierung
Die neueren sogenannten atypischen Neuroleptika unterscheiden sich pharmakologisch teils deutlich von den älteren Präparaten. Offenbar treten Spätdyskinesien bei den neueren Antipsychotika seltener auf.
Das jeweilige Dyskinesierisiko kann jedoch bei vielen Neuentwicklungen noch nicht ausreichend beurteilt werden: Einerseits erstrecken sich die Erfahrungen nicht über solche Zeiträume wie bei den Butyrophenonen oder Phenothiazinen, andererseits erhielten viele Betroffene sowohl ältere als auch neuere Substanzen, was die Identifizierung des auslösenden Wirkstoffs erschwert.
Jede einzelne Gabe eines hochpotenten, „typisch“ wirkenden Neuroleptikums erhöht das individuelle Risiko einer Spätdyskinesie.

## Therapie
Die einzige kausale Therapie bestünde im rechtzeitigen Absetzen des auslösenden Medikaments. Das ist jedoch oft nicht praktikabel, da die Probleme zu spät erkannt werden.
In den Vereinigten Staaten gibt es Ansätze zur Prävention von Spätfolgen durch eine Behandlung mit gleichzeitiger Gabe von Vitaminen in hohen Dosen.
Einmal manifest gewordene Spätdyskinesien reagieren meist nur unzureichend auf Behandlungsversuche. Die Begründung findet sich vor allem im zeitlichen Abstand zur Schädigung durch Neuroleptika-Einnahme: Der Einfluss selbst ist dann nicht mehr zu beseitigen.
Medikamentöse Therapieoptionen gibt es in Form von Dopamin-agonistischen Stoffen, die ansonsten bei Parkinson-Kranken eingesetzt werden, etwa Lisurid oder Pergolid. Ferner verwendet man „bewegungsnormalisierende“ Substanzen wie beispielsweise Tiaprid, Tetrabenazin oder Tizanidin.
Physiotherapie spielt eine wichtige Rolle bei der Linderung subjektiv belastender Beschwerden (die von Außenstehenden als besonders auffällig registrierten Störungen entziehen sich jedoch häufig jeder Kontrolle durch den Betroffenen: Stereotypien wie „Trampeln“ mit den Beinen geschehen automatisch und unbewusst).
Bei tardiver Dyskinesie mit Tics an Mund und Zunge ist Logopädie sehr hilfreich.
Psychotherapie ist wichtig, um dem Patienten bei ihrem Leidensdruck zu helfen. Unterstützend ist auch Ergotherapie / Neurofeedback.
Teilweise wird Botulinumtoxin zur (zeitweiligen) Besserung angewendet.

## Trivia
In den Fernsehserien Good Wife und The Good Fight spielt der an der Parkinson-Krankheit leidende Michael J. Fox den Rechtsanwalt Louis Canning, der an tardiver Dyskinesie erkrankt ist.